# 福田真琳
福田 真琳（ふくだ まりん、2004年10月18日 - ）は、日本の歌手、アイドル。女性アイドルグループつばきファクトリーのメンバー。
長崎県東彼杵郡波佐見町出身（中国・上海市生まれ）。アップフロントプロモーション所属。
2025年より「波佐見町ふるさと大使」を務める。

## 略歴
中国の上海生まれで、小学2年生ごろまで在住。当時は英語の学校に通っており、ある程度の英語・中国語は話せた。
2021年
- 「ハロー!プロジェクト「Juice=Juice」「つばきファクトリー」合同新メンバーオーディション」に合格。
- 7月7日、河西結心、八木栞、豫風瑠乃とともにつばきファクトリーに加入することが発表された。
- 11月17日、シングル『涙のヒロイン降板劇/ガラクタDIAMOND/約束・連絡・記念日』でつばきファクトリーとしてメジャーデビュー。

2024年
- 4月4日、Instagramを開始。

2025年
- 4月15日、長崎県「波佐見町ふるさと大使」に就任したことを発表。

## 人物
- メンバーカラーはロイヤルブルー[11]。
- 血液型AB型[1]。
- 特技はバレエ[1]。好きな作品は『くるみ割り人形』[12]。
- 趣味は食べること、バイオリン演奏[1]。
- 好物は釜揚げうどん、レモンステーキ、ちゃんぽん。好きな場所はハウステンボス。尊敬する人物はマザー・テレサ[13]。
- 好きな音楽ジャンルは色んなポップス[1]。好きなキャラクターはシナモロール、しろたん[2]。好きな映画は怪獣映画で、ゴジラやキングコングを好む[14]。
- 好きなスポーツはスケート[1]。幼少期の夢はスケート選手になること[2]。
- 座右の銘は「置かれた場所で咲きなさい」[1]。
- 名前を英語で表記する際、本来は‘Marin’が一般的だが、母親が英語のMarine（海）にちなんで命名したことから‘Marine’としているという[15]。
- 年の離れた兄と姉がいる。オーディションを受けたきっかけは、もともとハロプロが好きだった姉に勧められたこと[16]。

## 出演

### ラジオ
- ハロー!プロジェクト つばきファクトリーの『Our Days for You』（2025年4月23日 - 、南海放送「杉作J太郎のファニーナイト」内コーナー） - メインパーソナリティー[17]

### ライブ
- RISA OGATA CONCERT 2023「Coeur à coeur」（2023年1月27日 - 3月7日、2都市6公演） - Support Dancer[18]
  - COTTON CLUB公演（2023年1月27日、COTTON CLUB、2公演）
  - 第一ホテル両国公演（2023年3月6日・7日、第一ホテル両国「清澄」、4公演）

### イベント
- ラジオ関西公開録音「ホームランドーム presents つばきファクトリー・勇気 It's my Life!」（2023年9月18日、ホームランドーム姫路店）

## 所属グループ・ユニット
- つばきファクトリー（2021年 - ）